# Kingsland (Arkansas)
Kingsland é uma cidade localizada no estado americano de Arkansas, no Condado de Cleveland. É a cidade natal da lenda do Country, Johnny Cash.

## Demografia
Segundo o censo americano de 2000, a sua população era de 449 habitantes.
Em 2006 foi estimada uma população de 451, um aumento de 2 (0.4%).

## Geografia
De acordo com o United States Census Bureau, a localidade tem uma área de 2,9 km², sem área coberta por água. Kingsland localiza-se a aproximadamente 51 m acima do nível do mar.

## Localidades na vizinhança
O diagrama seguinte representa as localidades num raio de 40 km ao redor de Kingsland.